# Абразионная терраса

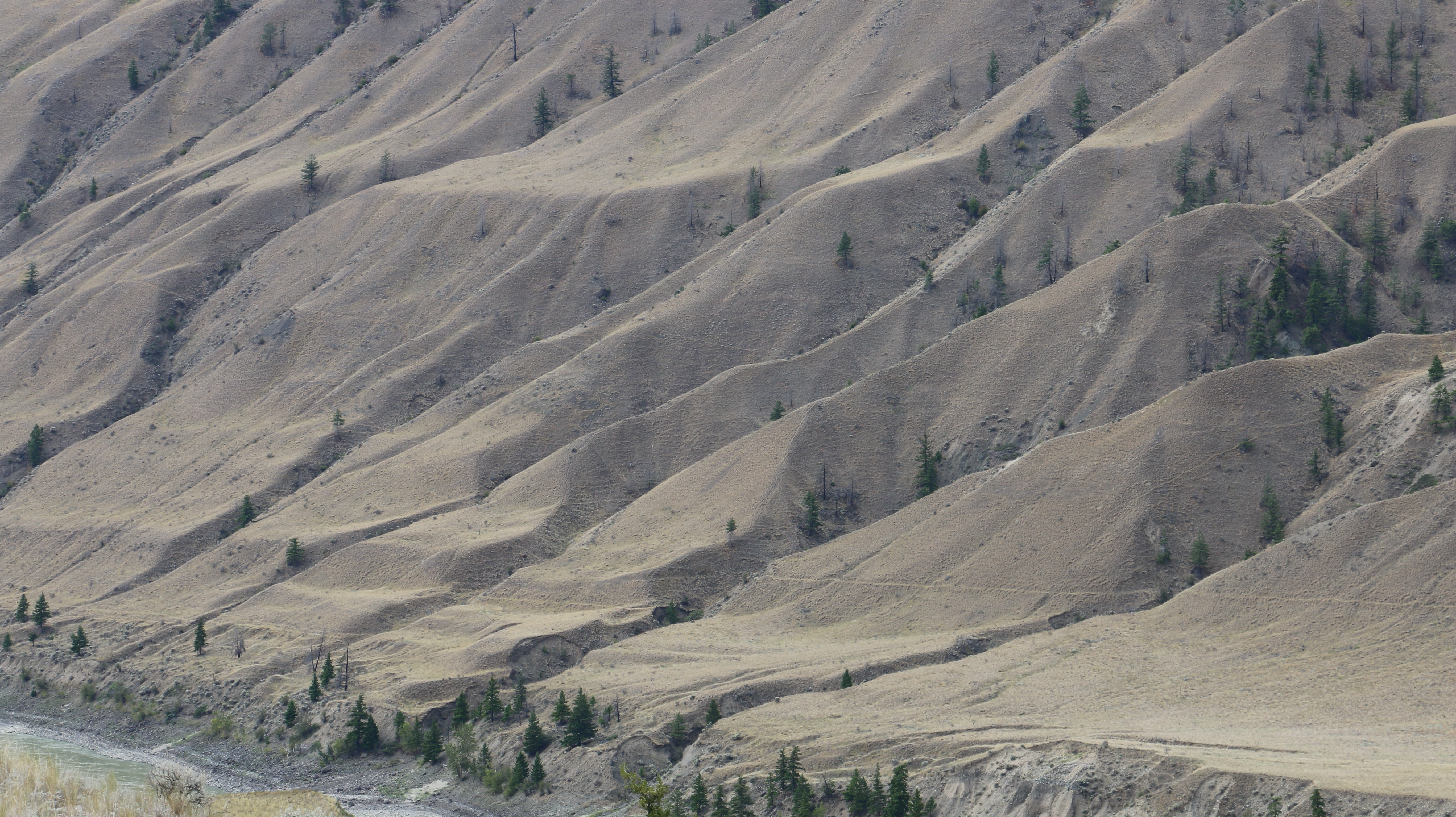
Абразионная терраса

Абразионная терраса или абразионная платформа (или бенч от англ. bench) — представляет собой прибрежный участок поверхности дна моря, выработанная абразией, то есть процессом механического разрушения и сноса горных пород в береговой зоне водоёмов волнами и прибоем, а также воздействием переносимого водой обломочного материала.
Как правило боковина абразионной террасы весьма похожа на выпуклую кривую с небольшими уклонами у береговой линии и весьма выдающимися у основания абразионной террасы. Давно существующие абразионные террасы нередко затоплены или наоборот находятся значительно выше водной поверхности. Высоту абразионная террас определяют по их тылу.
Нескольких поднятых над уровнем моря абразионных террас образуют так называемую приморскую террасированную равнину.